# Societatea Pentru Exploatări Tehnice

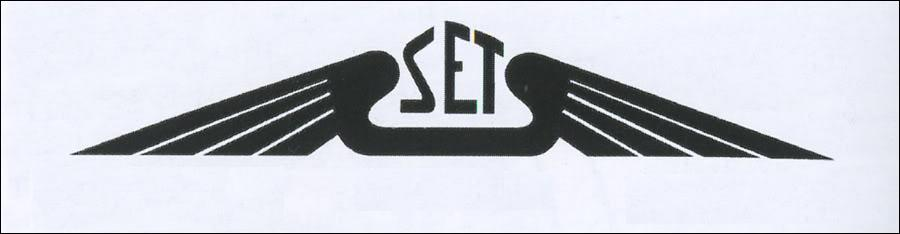
Logo von SET

Societatea Pentru Exploatări Tehnice (deutsch Gesellschaft für technische Forschung, kurz SET) ist ein ehemaliger rumänischer Flugzeughersteller.

## Geschichte

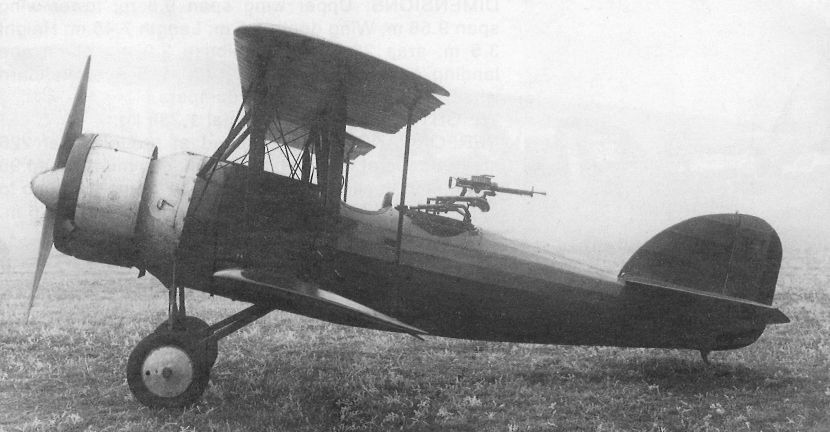
SET-7K (1934)

SET wurde 1923 von Grigore Zamfirescu nach seinem Abschluss an der Pariser Höheren Schule für Luftfahrt (École supérieure d’aéronautique) in Bukarest gegründet. Die ersten Produkte waren vier zu zivilen Ausführungen für den Passagiertransport umgerüstete britische Militärflugzeuge vom Typ de Havilland. Andere Aufgaben in der Anfangszeit waren die Reparatur und Wartung des von Astra in Arad entwickelten Typs Proto 2, der an der Militärfliegerschule Tecuci verwendet wurde. Ein erster eigener Entwurf wurde auf einen 1924 vom Ministerium für Industrie und Handel erteilten Entwicklungsauftrag für ein Aufklärungs- und leichtes Bombenflugzeug von der Konstruktionsgruppe Ștefan Protopopescu, Grigore Zamfirescu und Dumitru Baziliu entworfen. Von dem als Proto-SET bezeichneten Muster wurden 1927 nur zwei Exemplare gebaut. 1929 erschien der erfolgreichere Nachfolger SET-3, von dem 50 Stück für die Schule in Tecuci gebaut wurden, sowie 1930 deren Weiterentwicklung SET-31 mit reduzierter Spannweite und verändertem Fahrwerk. Mit einer SET-31G wurde 1932 von Ionel Chica ein Langstreckenflug auf der Strecke Bukarest–Saigon–Bukarest über 23.000 km durchgeführt, der internationale Beachtung fand. Ebenfalls 1930 erschien das in Holzbauweise ausgeführte Fortgeschrittenen-Schulflugzeug SET-7, das 1934 zur K-Serie mit Metallrumpf verbessert wurde. Die SET-7 war das in den größten Stückzahlen gebaute Flugzeug des Unternehmens. Die späteren Entwürfe SET-10, SET-X und SET-XV wurden nicht für die Serienfertigung akzeptiert. Um die Produktionskapazitäten dennoch auszulasten, übernahm SET den Bau von 80 Exemplaren des US-amerikanischen Schul- und Aufklärungsflugzeugs Fleet F-10 als Unterlizenz von IAR, 124 italienischen Schul- und Verbindungsflugzeugen Nardi FN.305 sowie von 40 Grunau-Baby-Segelflugzeugen. Für IAR baute SET je nach Quelle 30 bis 80 Stück des Anfänger-Schulflugzeugs IAR-27 sowie 96 Aufklärungsflugzeuge IAR-39. Als Zuliefererbetrieb produzierte SET auch Zubehör wie MG-Stände für die IAR-Flugzeugmuster.
1938 wurden Planungen zur Vergrößerung des Betriebs mit einhergehender Verlagerung des Werks und Errichtung eines großen Flugzeug- und Triebwerkskomplexes in Târgu Ocna durchgeführt, die auch die Fusion mit dem Leichtflugzeughersteller ICAR beinhalteten, sich aber durch den Beginn des Zweiten Weltkriegs zerschlugen. Bei SET wurden inklusive der Lizenzbauten bis 1944 etwa 550 Flugzeuge in Serie gebaut und 450 instand gesetzt.